# Grotte de Wonderwerk
La grotte de Wonderwerk (afrikaans « miracle ») est un site archéologique situé sur le versant est des collines de Kuruman dans la province du Cap-du-Nord en Afrique du sud, à 43 kilomètres au sud de Kuruman. La grotte, creusée horizontalement par dissolution dans la roche dolomitique précambrienne, forme un tunnel qui s'enfonce presque horizontalement sur 139 mètres et a une superficie d'environ 2400 mètres carrés. L'érosion en a exposé l'extrémité nord, à la base d'une colline.
Dans la grande grotte, des artefacts ont été découverts dans de nombreuses couches sédimentaires, dont des outils en pierre du Paléolithique inférieur, du Paléolithique moyen et de la fin du Paléolithique supérieur, suggérant un peuplement s'étendant du Pléistocène inférieur à l'Holocène. Le site est d'une importance majeure du fait qu'il contient les premières traces attestées de domestication du feu. Il est classé au patrimoine national de l'Afrique du Sud et géré par le musée McGregor de Kimberley.

## Fouilles archéologiques
Les premières études archéologiques remontent au début des années 1940,. De 1978 à 1996, les campagnes de fouille ont mis au jour une séquence allant des temps historiques jusqu’à l’Oldowayen. Notamment, la datation par isotopes cosmogéniques montre que la sédimentation, qui peut atteindre jusqu'à six mètres d'épaisseur sur la roche mère, remonte à deux millions d'années. On trouve des preuves archéologiques d'occupation humaine dans toutes les couches, ce qui en fait l'une des grottes les plus anciennement fréquentées.

## Art rupestreetpariétal
Dans les premiers 40 m de l'entrée, l'art rupestre se présente sous la forme de peintures pariétales monochromes, qui ont peut-être toutes moins de mille ans, ainsi que de petites pierres gravées trouvées dans les sédiments datant d'environ 10 500 ans B.P..
On trouve également sur le site des plaquettes d’hématite incisées du  Paléolithique moyen, dont l’une date d’environ 70 000 ans B.P., d’autres provenant d’un niveau dont la base est datée à 152 000 ans B.P. (datations par les séries de l’uranium). Au niveau Fauresmith supérieur, on trouve cinq blocs incisés pour lequel on a obtenu des datations (uranium également) variant de 270 000 à 280 000 ans B.P..
Il y a aussi quelques peintures rupestres du Paléolithique près de l'ouverture, mais elles ont été endommagées par des graffitis.

## Domestication du feu
Des analyses micromorphologiques et de microspectroscopie infrarouge de sédiments intacts fournissent des preuves claires, tels des os brûlés et des cendres, de l’utilisation du feu sur le site à l'époque de l’occupation acheuléenne précoce, environ 1 Ma avant le présent. Il s'agit de la première utilisation du feu attestée avec certitude dans la préhistoire.
Des cendres végétales bien conservées, ainsi que des fragments d'os à arêtes vives (non érodés) ont été trouvés à une profondeur de 30 mètres (soit environ un million d'années). Le site est couvert, excluant la foudre. L’état de conservation suggère que ni le vent, ni l'eau ne peuvent avoir amené là des débris provenant d'un incendie naturel extérieur : la combustion a vraisemblablement eu lieu dans la grotte. L'auto-combustion de guano a aussi été écartée. Enfin, la possibilité de combustion à la suite d'un transfert de chaleur provenant d’une couche de l'Holocène sus-jacente est hautement improbable en raison de l'interposition de dépôts acheuléens sus-jacents.